# Tromatobia pacifica
Tromatobia pacifica är en stekelart som beskrevs av Setsuya Momoi 1966. Tromatobia pacifica ingår i släktet Tromatobia och familjen brokparasitsteklar. Inga underarter finns listade i Catalogue of Life.